# Elisabeth (Schiff, 1858)
Die Elisabeth war ein Schaufelraddampfer, der über hundert Jahre lang im Linienverkehr auf dem oberösterreichischen Traunsee fuhr.

## Geschichte
Der Raddampfer Elisabeth der Traunsee-Schifffahrt wurde ab 1857 auf der Schiffswerft der Brüder Ruston in Floridsdorf konstruiert und 1858 in Gmunden zusammengebaut. Er war das zweite Dampfschiff auf dem See und hatte – als erstes Traunseeschiff – einen stählernen Rumpf. Die Elisabeth lief am 28. Juli 1858 vom Stapel und wurde nach der gleichnamigen Kaiserin benannt. Die oszillierende Dampfmaschine lieferte die von den Erbauern gegründete Prager Maschinenbau AG vormals Ruston & Co.
1862 ging das Schiff zusammen mit dem Dampfer Sophie (II) aus dem Besitz der Erben John Andrews’ in den ihres Konstrukteurs Joseph John Ruston über, der damals die Traunsee-Schifffahrt übernahm. Ruston ergänzte seine Dampferbestände, indem er auf seiner Werft in Floridsdorf die Sophie (III) bauen ließ, die ihre namensgleiche Vorgängerin ersetzte. 1872 stellte er mit der Gisela ein Schwesterschiff der Elisabeth in Dienst, das allerdings sieben Meter länger war. Benannt waren diese Schiffe nach Mutter, Frau und Tochter des österreichischen Kaisers Franz Joseph.
Durch die Eröffnung der Salzkammergutbahn im Jahr 1877 wurden die Schiffe der Traunseeschifffahrt von einem Transportmittel zu Vergnügungsschiffen und fanden weiterhin regen Zuspruch. Joseph John Rustons Neffe und Erbe Joseph John Ruston II. kaufte 1895 mit dem Schraubendampfer Marie Valerie (von den Einheimischen „Propeller“ genannt) noch ein weiteres Dampfschiff hinzu.
Als die Traunsee-Schifffahrt nach dem Ersten Weltkrieg von Rudolf Ippisch übernommen wurde, läutete dieser mit der Elektra die Phase der Elektroschiffe auf dem Traunsee ein. Nur die Raddampfer Elisabeth und Gisela verblieben in der Flotte auf dem Traunsee. In den Jahren 1930/31 wurde die Elisabeth generalüberholt. Sie überstand auch den Zweiten Weltkrieg und blieb bis zum Herbst 1967 im Dienst auf dem Traunsee. 1970 wurde sie abgebrochen.